# Kaitlin Quevedo
Kaitlin Quevedo (* 13. Februar 2006) ist eine US-amerikanisch-spanische Tennisspielerin.

## Karriere
Quevedo spielt bislang vor allem Turniere der ITF Women’s World Tennis Tour, wo sie bislang acht Titel im Einzel und einen im Doppel gewinnen konnte.
2022 erreichte Quevedo als Qualifikantin das Hauptfeld im Juniorinneneinzel der French Open, wo sie dann aber in der ersten Runde gegen Nina Vargová mit 5:7 und 3:6 verlor. Im Juniorinnendoppel verlor sie mit Partnerin Aya El Aouni in der ersten Runde gegen Mia Kupres und Ranah Akua Stoiber mit 3:6 und 2:6. In Wimbledon erreichte sie im Juniorinneneinzel wiederum über die Qualifikation das Hauptfeld, wo sie in der ersten Runde gegen Hayu Kinoshita mit 3:6 und 6:73 verlor. Im Juniorinnendoppel verlor sie mit Partnerin Giorgia Pedone gegen die späteren Turniersiegerinnen Rose Marie Nijkamp und Angella Okutoyi mit 4:6 und 4:6. Bei den US Open verlor sie im Juniorinneneinzel in der ersten Runde gegen Victoria Mboko mit 4:6 und 2:6. Im Juniorinnendoppel trat sie mit Partnerin Tatum Evans an. Die beiden verloren aber ebenfalls bereits in der ersten Runde gegen Renáta Jamrichová und Nina Vargová mit 6:72 und 3:6. Im September und Oktober konnte sie ihre ersten drei ITF-Titel im Einzel gewinnen. Im November qualifizierte sie sich für das Hauptfeld im Dameneinzel der mit 60.000 US-Dollar dotierten Barranquilla Open, verlor aber dort auch bereits in der ersten Runde.
2023 qualifizierte sie sich im Januar für das Hauptfeld der Vero Beach International Tennis Open, schied aber in der ersten Runde aus. Im Mai erreichte sie bei den mit 100.000 US-Dollar dotierten FineMark Women’s Pro Tennis Championships das Viertelfinale, was ihren bis zu diesem Zeitpunkt größten Erfolg auf der ITF-Tour bedeutete. Bei den French Open war sie im Juniorinneneinzel an Position vier gesetzt, verlor aber nach einem Erstrundensieg gegen in der zweiten Runde gegen Rebecca Munk Mortensen. In Wimbledon verlor sie im Juniorinneneinzel an Position zwei gesetzt sowie im Juniorinnendoppel, wo sie mit Partnerin Lucciana Pérez Alarcón topgesetzt war, bereits in der zweiten Runde. Im August erhielt sie für die ITF W100 Disa Gran Canaria 2023 eine Wildcard, die sie aber nicht nutzen konnte und in der ersten Runde gegen Anna Bondár mit 1:6 und 2:6 verlor.

## Turniersiege

### Einzel
| Nr. | Datum              | Turnier     | Kategorie | Belag     | Finalgegnerin         | Ergebnis         |
| --- | ------------------ | ----------- | --------- | --------- | --------------------- | ---------------- |
| 1.  | 18. September 2022 | Cancun      | ITF W15   | Hartplatz | Thaisa Grana Pedretti | 6:4, 6:3         |
| 2.  | 2. Oktober 2022    | Cancun      | ITF W15   | Hartplatz | Mika Dagan Fruchtman  | 6:2, 6:3         |
| 3.  | 23. Oktober 2022   | Bucaramanga | ITF W15   | Sand      | Sofia Sewing          | 6:3, 6:76, 7:5   |
| 4.  | 3. März 2024       | Manacor     | ITF W15   | Hartplatz | Natália Szabanin      | 6:2, 3:1 Aufgabe |
| 5.  | 24. März 2024      | Sabadell    | ITF W15   | Sand      | Caijsa Hennemann      | 6:0, 6:4         |
| 6.  | 16. Juni 2024      | Madrid      | ITF W15   | Sand      | Noelia Bouzo Zanotti  | 6:3, 2:0 Aufgabe |
| 7.  | 14. Juli 2024      | Buzău       | ITF W35   | Sand      | Patricia Maria Țig    | 3:6, 7:67, 7:66  |
| 8.  | 8. Juni 2025       | Klagenfurt  | ITF W35   | Sand      | Mia Ristić            | 6:4, 6:4         |

### Doppel
| Nr. | Datum       | Turnier  | Kategorie | Belag | Partnerin      | Finalgegnerinnen                       | Ergebnis  |
| --- | ----------- | -------- | --------- | ----- | -------------- | -------------------------------------- | --------- |
| 1.  | 4. Mai 2024 | Hammamet | ITF W35   | Sand  | Ikumi Yamazaki | María Herazo González Yasmine Mansouri | 6:3, 7:65 |